# Телефонные коды 202 и 771

Красная зона - это округ Колумбия, обслуживаемый кодом 202.

Коды зон 202 и 771 являются телефонными кодами зон в Североамериканском плане нумерации (NANP) для Вашингтона, округ Колумбия.
Код зоны 202 был одним из первоначальных кодов зоны NANP, установленным в октябре 1947 года телекоммуникационной компанией AT&T. После штата Нью-Джерси с кодом зоны 201, округ Колумбия стала второй зоной плана нумерации (NPA). Код зоны 771 был добавлен в качестве второго кода зоны в зону плана нумерации в апреле 2021 года для создания плана наложения всех услуг.

## История
С момента создания Североамериканского плана нумерации (NANP) в 1947 году большая часть внутреннего кольца столичной области Вашингтона была единой местной зоной телефонной связи, Вашингтонской столичной зоной обмена (WMEA). И это несмотря на то, что WMEA был разделен между тремя зонами плана нумерации (NPA): 202 округ, 301 в южном Мэриленде и 703 в Северной Виргинии, с 1950 по 1990 год можно было совершать местные звонки в WMEA, используя только семь цифр. Весь WMEA доступен через междугородные службы, набрав код зоны 202, для чего компания AT&T Long Lines установила коды маршрутизации операторов с перекрестными ссылками для всех задействованных центральных офисов. Эта схема была реализована через систему кодовой защиты центрального офиса, в которой центральные офисы в трех областях плана нумерации не могли дублировать префиксы центрального офиса для любого из трех кодов зон в WMEA. Если в округе использовался номер 1-202-574, соответствующий номер 1-703-574 или номер 1-301-574 можно было назначить только юрисдикциям, находящимся на безопасном расстоянии от столичной области, например юго-западная Виргиния или восточный берег Мэриленда. И наоборот, если номер 1-703-552 использовался в Северной Виргинии или в пригороде штата Мэриленд использовался номер 1-301-552, то соответствующий номер 1-202-552 не мог использоваться в округе.
К весне 1990 года телефонная компания C&P Telephone (теперь  это часть американской телекоммуникационной компании Verizon), региональная операционная компания Bell, сообщила администратору Североамериканского плана нумерации (NANPA), что последний сменный код центрального офиса в этом районе будет назначен во второй половине года. Единственные оставшиеся префиксы не могли быть назначены без нарушения семизначного набора номера в регионе, что вынудило C&P прекратить использование схемы кодовой защиты центрального офиса, чтобы сделать дополнительные префиксы доступными для использования. Это изменение было реализовано в период разрешенного набора номера с 1 апреля 1990 г. по 1 октября 1990 г., когда все местные вызовы домашнего NPA (HNPA) поддерживали семизначный набор; все телефонные звонки с прямым набором HNPA, требующие 1 и 10 цифр; звонки на местные звонки из-за рубежа (FNPA) набирались только с помощью десятизначного номера; для звонков с прямым набором FNPA необходимо набирать 1 и десять цифр. Все вызовы с помощью оператора набирались с помощью 0 и десяти цифр.
Прекращение защиты кода центрального офиса было предназначено для того, чтобы разрешить присвоение номеров в районе Вашингтона, которые ранее не могли быть присвоены в рамках предыдущей системы. Однако это не принесло достаточного облегчения, чтобы удовлетворить спрос по обе стороны реки Потомак. К концу 1990 года Чесапикская и Потомакская телефонная компания штата Мэриленд поняла, что 301 находится на грани исчерпания ресурсов даже с окончанием схемы защиты кода центрального офиса. Была подана заявка на присвоение кода зоны 410 большей части штата Мэриленд от района Балтимора на восток, начиная с 5 октября 1991 года. В Виргинии задержка составила шесть лет до 1996 года, когда код зоны 540 был установлен для западной части старой территории кода зоны 703.
Продолжающийся рост региона в 1990-х годах привел к наложению кодов пригородных зон: код 240 наложился на 301 в 1997 году, а код 571 наложился на 703 в 2000 году.
Поскольку в конце 2022 года код 202 будет исчерпан, администратор Североамериканского плана нумерации объявил в октябре 2020 года, что код зоны 771 будет добавлен в зону плана нумерации округа Колумбия. Комиссия по государственной службе округа Колумбия одобрила план по поэтапному введению нового кода города в течение 13-месячного периода. 202 был одним из немногих урбанизированных кодов населенных пунктов без наложения, что сделало Вашингтон одним из крупнейших городов, где все еще можно было использовать семизначный набор номера. Внедрение кода 771 нарушило семизначный набор для звонков в пределах округа. Реализация наложений началась с периода разрешенного набора с 10 апреля 2020 по 9 октября 2021 года, в течение которого десятизначный набор из 202 телефонных номеров был необязательным. Первые присвоения кода центрального офиса для 771 состоялись 8 ноября 2021 для кода центрального офиса 777 и 9 ноября для 888. С 3 августа 2020 года действуют временные процедуры защиты от рисков, которые ограничивают присвоение новых служебных кодов до трех в месяц. Каждая операционная компания может подавать не более трех заявок в месяц.

## Местные звонки
Даже с внедрением десятизначного набора номера, большая часть территории Вашингтона является зоной бесплатного вызова - одной из крупнейших на востоке Соединенных Штатов, охватывающей значительную часть Виргинии и Мэриленда.
Такие районы, как Алегзандрия, Арлингтон, Фэрфакс, Фолс-Черч, Маклейн и Тайсонс в Виргинии (коды городов 703 и 571) и Роквилл, Гейтерсберг, Аппер-Марлборо, Бетесда и Лендовер в Мэриленде (коды 301 и 240) - это местные звонки в Вашингтон.